# Vincent Philippe (pilote moto)
Pour les articles homonymes, voir Vincent Philippe et Philippe.
Vincent Philippe, né le 11 janvier 1978 à Besançon, est un pilote de vitesse et d'endurance moto. Il s'est notamment imposé neuf fois au Bol d'or entre 2004 et 2019 et a été titré par dix fois champion du monde d'endurance moto par équipes avec le Suzuki Endurance Racing Team entre 2005 et 2016.
Outre sa carrière en sport motocycliste, il est également cycliste dans l'équipe E. C. Baume. Il mesure 1,77 m pour un poids de forme de 74 kg.

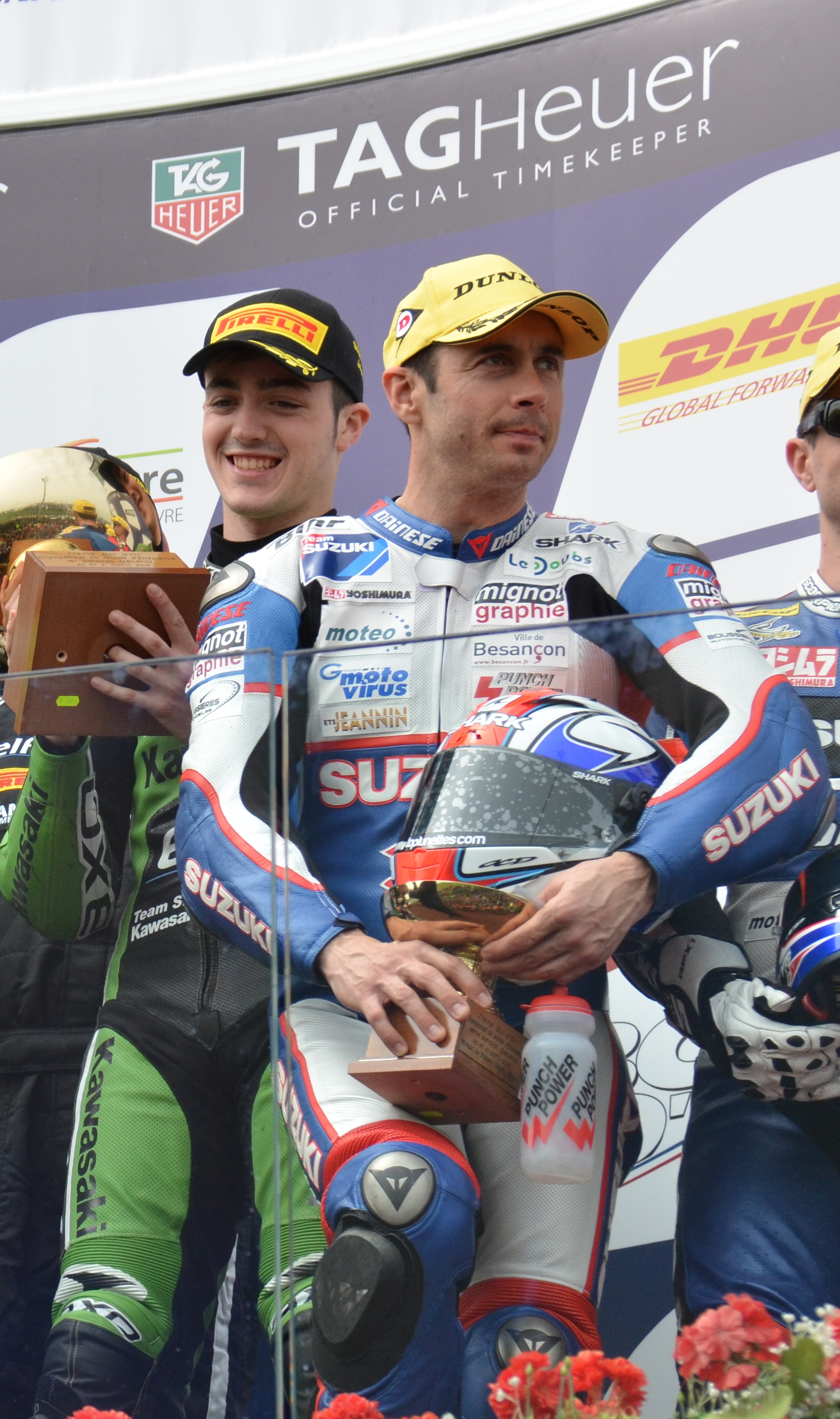
Vincent Philippe au Bol d'Or 2013.

## Palmarès
- 2019 : 
  - 1er au Bol d'Or - (Suzuki Endurance Racing Team)

- 2016 : 
  - Champion du monde d’endurance
  - 1er au Bol d'Or - (Suzuki Endurance Racing Team)

- 2015 :
  - Champion du Monde d'Endurance - Suzuki GSX-R 1000 - (Suzuki Endurance Racing Team)
    - 1er au 24 heures du Mans moto - (Suzuki Endurance Racing Team)

- 2014 :
  - 1er au 24 heures du Mans moto - (Suzuki Endurance Racing Team)

- 2013 :
  - Champion du Monde d'Endurance - Suzuki GSX-R 1000 - (Suzuki Endurance Racing Team)
    - 26e au 24 heures du Mans moto - (Suzuki Endurance Racing Team)
    - 1er au 8H d'’Oschersleben - Suzuki GSX-R 1000 - (Suzuki Endurance Racing Team)
    - 4e au 8H de Suzuka - Suzuki GSX-R 1000 - (Suzuki Endurance Racing Team)
    - 3e au Bol d'Or - Suzuki GSX-R 1000 - (Suzuki Endurance Racing Team)

- 2012 :
  - Champion du Monde d'Endurance - Suzuki GSX-R 1000 - (Suzuki Endurance Racing Team)
    - 2e au Bol d'Or et aux 24 heures du Mans - Vainqueur des 8 heures d'Oschersleben (All)

  - 4e au Championnat de France Superbike (5 podium)

- 2011 : 
  - 1er au Bol d'Or - Suzuki GSX-R 1000 - (Suzuki Endurance Racing Team)
  - Champion du Monde d'Endurance - Suzuki GSX-R 1000 - (Suzuki Endurance Racing Team)

- 2010 : 
  - Champion du Monde d'Endurance - Suzuki GSX-R 1000 - (Suzuki Endurance Racing Team)

- 2009 :
  - 1er au Bol d'Or
  - Champion du Monde d'Endurance - Suzuki GSX-R 1000 - (Suzuki Endurance Racing Team)
  - Vice-champion de France Superbike avec le LMS
  - 3e aux 24 heures du Mans moto

- 2008 : 
  - Champion du Monde d'Endurance - Suzuki GSX-R 1000 -(Suzuki Endurance Racing Team)

- 2007 : 
  - Champion du Monde d'Endurance - Suzuki GSX-R 1000 - (Suzuki Endurance Racing Team)
  - 2e des 24 heures du Mans moto - Suzuki GSX-R 1000 - (Suzuki Endurance Racing Team) - (Julien Da Costa / Matthieu Lagrive)
  - 2e des 6 heures d'Albacete - Suzuki GSX-R 1000 - (Suzuki Endurance Racing Team) - (Matthieu Lagrive / Julien Da Costa)

- 2006 : 
  - Champion du Monde d'Endurance (Suzuki Endurance Racing Team)
  - Vainqueur du Bol d’Or - Suzuki GSX-R 1000 - (Suzuki Endurance Racing Team) - (Keiichi Kitagawa / Matthieu Lagrive)
  - Vainqueur des 24 heures d'Oschersleben - Suzuki GSX-R 1000 - (Suzuki Endurance Racing Team) - (Keiichi Kitagawa / Matthieu Lagrive)
  - Vainqueur des 500 km d'Assen - Suzuki GSX-R 1000 - (Suzuki Endurance Racing Team) - (Keiichi Kitagawa / Matthieu Lagrive)
  - Vainqueur des 8 heures d'Albacete - Suzuki GSX-R 1000 - (Suzuki Endurance Racing Team) - (Keiichi Kitagawa / Matthieu Lagrive)
  - Vainqueur des 6 heures de Zolder - Suzuki GSX-R 1000 - (Suzuki Endurance Racing Team) - (Keiichi Kitagawa / Matthieu Lagrive)
  - 2e des 24 heures du Mans moto - Suzuki GSX-R 1000 - (Suzuki Endurance Racing Team) - (Keiichi Kitagawa / Matthieu Lagrive)
  - 38e des 8 heures de Suzuka - Suzuki GSX-R 1000 - (Suzuki Endurance Racing Team) - (Keiichi Kitagawa / Matthieu Lagrive)

- 2005 : 
  - Champion du Monde d'Endurance (Suzuki Endurance Racing Team)

- 2004 : 
  - Vice-champion du Monde d'Endurance (Suzuki Endurance Racing Team)

- 2003 : 
  - 1er aux 24 heures du Mans moto 
  - 4e au Bol d'Or **

- 2002 : 
  - Championnat du Monde de Vitesse 250

- 2001 : 
  - Championnat d'Europe 250

- 2000 : 
  - Championnat du monde de vitesse moto 250

- 1999 : 
  - Champion de France open 250

- 1998 : 
  - Champion de France open 250

- 1997 : 
  -  Champion de France de la montagne 125

- 1996 : 
  -  Champion de France de la montagne 125